# La Loma, Chapulhuacán
La Loma är en ort i Mexiko.   Den ligger i kommunen Chapulhuacán och delstaten Hidalgo, i den sydöstra delen av landet, 200 km norr om huvudstaden Mexico City. La Loma ligger 783 meter över havet och antalet invånare är 560.
Terrängen runt La Loma är kuperad åt nordväst, men åt sydost är den bergig. Runt La Loma är det ganska tätbefolkat, med 60 invånare per kvadratkilometer. Närmaste större samhälle är Tamazunchale, 16,1 km nordost om La Loma. I omgivningarna runt La Loma växer i huvudsak städsegrön lövskog.